# Nipponentomon heterothrixi
Nipponentomon heterothrixi är en urinsektsart som beskrevs av Yin och Xie 1993. Nipponentomon heterothrixi ingår i släktet Nipponentomon och familjen lönntrevfotingar. Inga underarter finns listade i Catalogue of Life.